# ADR União de Timor
Der ADR União de Timor (Associação Desportiva e Recreativa ‚União‘ de Timor, deutsch Vereinigung für Sport und Erholung ‚Union‘ Timor) ist ein osttimoresischer Fußballverein. Er ist in der Landeshauptstadt Dili ansässig.

## Geschichte
Der Verein wurde in den 1950er Jahren von zwölf Einheimischen mit Hilfe von Pater Ezequiel Enes Pascoal gegründet und war der damals einzige Verein seiner Art in Dili, der nicht einfach nur ein Zweig eines Vereins aus dem portugiesischen Mutterland war. Der Verein war in der Kolonialzeit ein Treffpunkt der lokalen, einheimischen Eliten, die sich zum Teil auch bereits aus der Schulzeit kannten. Mitglieder waren nur Timoresen, beziehungsweise Mestiços, keine Portugiesen. Privat traf man sich auch zu politischen Diskussionen. Aus den Reihen der Vereinsmitglieder stammten mehrere der Gründer der União Democrática Timorense (UDT) und der FRETILIN, Osttimors erste politische Parteien, darunter Nicolau dos Reis Lobato. Ihren Sitz hatte die ADR União de Timor im Stadtteil Caicoli, nah dem Markt.
2005/2006 war União Teil der Super Liga. Man schied aber in der zweiten Runde aus. Beim Taça Digicel nahm der Club nicht teil.
2015 fand die Qualifikationsrunde für die neugegründete Liga Futebol Amadora statt. União landete in der Gruppe C auf dem letzten Platz und musste daher in der Saison 2016 in die Segunda Divisão. Hier landete man in der Gruppe A auf dem sechsten und damit letzten Platz, weswegen man auch in der Saison 2017 in der zweiten Liga spielte. Auch 2017 landete man auf dem letzten Platz der Gruppe B und schied damit aus den beiden Ligen der LFA aus.
Beim Taça 12 de Novembro 2016 schied man gleich in der ersten Runde mit 1:3 gegen den Assalam FC aus.